# تاتيانا بيلباو
تاتيانا بيلباو (بالإسبانية: Tatiana Bilbao)‏ هي مهندسة معمارية مكسيكية، ولدت في 1972 في مدينة مكسيكو في المكسيك.

## وصلات خارجية
- تاتيانا بيلباو على موقع الموسوعة البريطانية (الإنجليزية)